# Championnat de Bolivie de football 1959
Navigation
Saison précédente Liga de Futbol 1977
La saison 1959 du Championnat de Bolivie de football est la deuxième édition du championnat de première division en Bolivie. Les douze meilleures formations du pays se retrouvent au sein d'une poule unique où elles s'affrontent deux fois, à domicile et à l'extérieur.
C'est le club de Jorge Wilstermann Cochabamba qui termine en tête du classement du championnat cette saison, avec cinq points d'avance sur le Club Always Ready et six sur le Bolivar La Paz. C'est le deuxième titre de champion de l'histoire du club. 
À partir de la saison prochaine et jusqu'en 1977, les championnats régionaux seront de nouveau mis en place avec un tournoi national qui rassemble les différents champions de chaque province du pays.

## Les 12 clubs participants
| - Jorge Wilstermann Cochabamba - Deportivo Municipal La Paz - Aurora Cochabamba - San José Oruro - Club Litoral - Bolivar La Paz | - Club Always Ready - Ferroviario La Paz - Promu de Segunda División - Internacional - Primero de Mayo - The Strongest La Paz - Club Deportivo Chaco Petrolero |

## Compétition

### Classement
Le barème utilisé pour établir le classement est le suivant :
- Victoire : 2 points
- Match nul : 1 point
- Défaite : 0 point

| Rang | Équipe                         | Pts | J  | G  | N | P  | Bp | Bc | Diff |
| ---- | ------------------------------ | --- | -- | -- | - | -- | -- | -- | ---- |
| 1    | Jorge Wilstermann Cochabamba T | 36  | 22 | 16 | 4 | 2  | 65 | 30 | +35  |
| 2    | Club Always Ready              | 31  | 22 | 13 | 5 | 4  | 61 | 40 | +21  |
| 3    | Bolivar La Paz                 | 30  | 22 | 13 | 4 | 5  | 47 | 30 | +17  |
| 4    | Aurora Cochabamba              | 27  | 22 | 10 | 7 | 5  | 42 | 25 | +17  |
| 5    | San José Oruro                 | 25  | 22 | 11 | 3 | 8  | 53 | 47 | +6   |
| 6    | Deportivo Municipal La Paz     | 24  | 22 | 9  | 6 | 7  | 41 | 34 | +7   |
| 7    | Club Deportivo Chaco Petrolero | 19  | 22 | 8  | 3 | 11 | 38 | 48 | -10  |
| 8    | Ferroviario La Paz P           | 17  | 22 | 7  | 3 | 12 | 41 | 51 | -10  |
| 9    | Primero de Mayo                | 16  | 22 | 6  | 4 | 12 | 37 | 53 | -16  |
| 10   | The Strongest La Paz           | 15  | 22 | 5  | 5 | 12 | 31 | 51 | -20  |
| 11   | Club Litoral                   | 13  | 22 | 5  | 3 | 14 | 36 | 52 | -16  |
| 12   | Internacional La Paz           | 11  | 22 | 3  | 5 | 14 | 41 | 70 | -29  |

|  | Qualification pour la Copa Libertadores 1960       |
|  | Relégation directe en deuxième division            |
|  | T : Tenant du titre P : Promu de deuxième division |

## Bilan de la saison
| Championnat de Bolivie de football 1959 |                                          |
| Champion                                | Jorge Wilstermann Cochabamba (1er titre) |
| Qualifications continentales            |                                          |
| Copa Libertadores 1960                  | Jorge Wilstermann Cochabamba             |
| Promotions et relégations               |                                          |
| Promus en Primera División              | Aucun                                    |
| Relégués en Segunda División            | Aucun                                    |